# Ioan Ardeleanu
Ioan Ardeleanu (n. 15 septembrie 1947, Bobda, jud.Timiș – d. 6 octombrie 2007, Lugoj, jud.Timiș) a fost un poet, prozator, eseist, fondator al revistei "Banat", Lugoj. Membru al Uniunii Scriitorilor din România din 30 iunie 2003.

## Studii
A absolvit liceul la Timișoara (1967). Facultatea de Filologie, Universitatea din Timișoara, secția româno-franceză (1972).

## Funcții
A fost profesor la Lugoj (1972-1990); a desfășurat activități cu caracter managerial (1990-2004); a fost redactor-coordonator al revistei „Banat" (2004-2007).

## Colaborări
„Orizont", „Poezia", „Ulysse", „Limba și literatura română", „Forum studențesc", „Reflex", „Cuvinte românești", „Cafeneaua literară", „Renașterea bănățeană. Paralela 45" etc.

## Volume publicate
- Cunoașterea umbrei, poeme, Timișoara, Editura Hestia, 2002;
- Cezură, poeme, Timișoara, Editura Anthropos, 2002;
- Cuvintele scribului, poeme, Timișoara, Editura Anthropos, 2002;
- Palia de la Orăștie. Orizont cultural și realitate lingvistică, Timișoara, Editura Hestia, 2003;
- Liniștea zilei, poeme, Editura Anthropos, 2003;
- Afloriment, poeme, Timișoara, Editura Anthropos, 2005;
- Grădina lui Akademos, Timișoara, Editura Anthropos, 2006;
- Purpură, poeme, Timișoara, Editura Anthropos, 2007;
- Cuvintele scribului și alte poeme, Antologie, aparat critic și cuvânt înainte de Lucian Alexiu, postfață de Grațiela Benga, Timișoara, Editura Anthropos, 2007.